# El Hamadia
El Hamadia (em árabe: الحمادية) é uma cidade e comuna localizada na província de Bordj Bou Arreridj, Argélia. Segundo o censo de 2008, a população total da cidade era de 24 949 habitantes.